# Anoreina pinimaiuba
Anoreina pinimaiuba là một loài bọ cánh cứng trong họ Cerambycidae.